# Новая Каледония (округ, Британская Северная Америка)

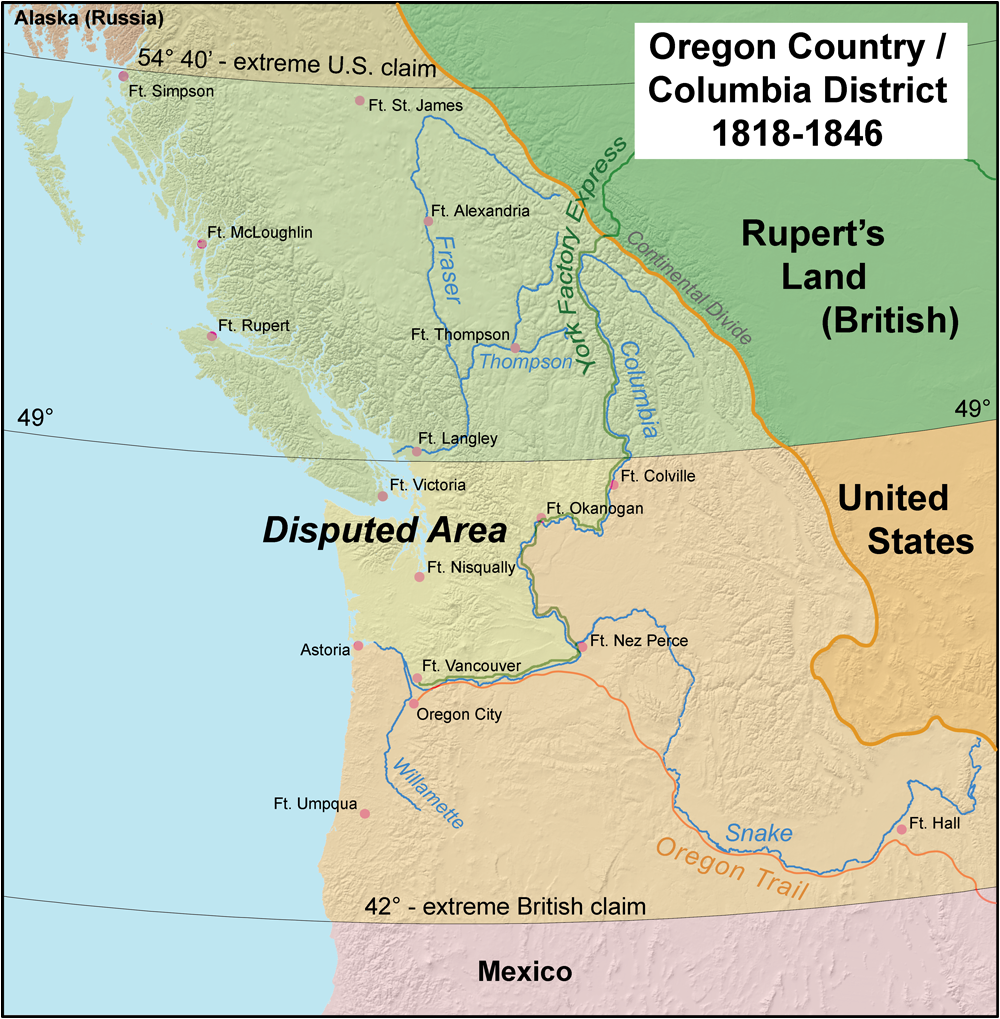
Территория западнее Скалистых гор, которую в XIX веке оспаривали Великобритания и США. Округ Новая Каледония лежит севернее 49-й параллели

Но́вая Каледо́ния (англ. New Caledonia) — существовавший в XIX веке торгово-закупочный округ Компании Гудзонова залива, территориально примерно соответствующий материковой части современной канадской провинции Британская Колумбия.
Экспедиции Джеймса Кука и Джорджа Ванкувера, а также уступки, сделанные Испанской империей в 1794 году, заложили основы британских притязаний на тихоокеанское побережье Северной Америки к северу от Калифорнии. Притязания на внутриконтенинтальные территории базировались на экспедициях Джона Финли, Александра Маккензи, Саймона Фрейзера, Сэмюэла Блэка и Дэвида Томпсона, а также на сетях торговых постов, созданных Северо-Западной компанией и Компанией Гудзонова залива. В отличие от лежащей к северу и востоку от этих территорий Земли Руперта, земли западнее Скалистых гор не были концессионными территориями, а были просто землями, на которых Северо-Западная компания (а впоследствии — Компания Гудзонова залива) имела монополию на торговлю с индейцами.
В 1815 году все операции Северо-Западной компании к западу от Скалистых гор были разделены между двумя округами: Новая Каледония на севере, в глубине континента, и Колумбия — на юге, с выходом к Тихому океану. С этого же времени Новая Каледония стала получать основную часть своих ежегодных грузов по морю через Колумбию, а не по суше из Монреаля. Считается, что название «Новая Каледония» этому региону дал Саймон Фрейзер, которому местные леса и холмы напомнили Северо-Шотландское нагорье.
Изначально под «Новой Каледонией» понимался бассейн рек Пис, Стьюарт и Балкли. Затем это понятие расширили до региона, с востока ограниченного Скалистыми горами, на севере — рекой Финли, на юге — плато Карибу либо бассейном реки Томпсон.
После того, как в 1846 году был подписан Орегонский договор, установивший границу между США и Британской Северной Америкой в районе между Скалистыми горами и Тихим океаном, округ Колумбия перестал существовать, так как его зона операций отошла Соединённым Штатам, а южной границей округа Новая Каледония стала 49-я параллель. В 1849 году на острове Ванкувер была организована колония Ванкувер, однако материковая часть не вошла в её состав и осталась в распоряжении Компании Гудзонова залива. Исполнительный директор Компании в этом регионе — Джеймс Дуглас — одновременно стал губернатором Ванкувера.
В 1857 году среди американских и британских поселенцев распространились слухи об обнаружении залежей золота на реке Томпсон. В течение ночи от 10 до 20 тысяч человек прибыло в район Йейла, положив начало золотой лихорадке на реке Фрейзер. Губернатор Дуглас и Министерство по делам колоний неожиданно столкнулись с необходимостью распространить британскую власть на очень большое количество чуждого населения. Чтобы сделать это, Дуглас, не имевший никакой административной власти над Новой Каледонией, послал канонерку в устье реки Фрейзер и стал брать налоговые сборы со старателей, пытавшихся пройти вверх по течению. Чтобы легализовать юрисдикцию Дугласа и пресечь возможные претензии Компании Гудзонова залива на природные богатства материка, 2 августа 1858 года Британский парламент преобразовал округ в коронную колонию Британская Колумбия.